# Алексєєвський равелін
Алексє́євський равелі́н — одиночна політична тюрма з найсуворішим каторжним режимом у західній частині Петропавловської фортеці в Петербурзі (2-а пол. 18 ст. — 1884).
В Алексіївському равеліні були ув'язнені декабристи, петрашевці, революційні демократи 60-х рр. (серед них М. Г. Чернишевський), народовольці, а також учасники революцюційного руху в Україні: кирило-мефодієвець М. Гулак, члени Харківського таємного товариства Я. Бекман, П. Завадський, П. Єфименко, діячі «Землі і волі» І. Андрущенко, А. Ничипоренко, член «Південноросійського робітничого союзу» в Києві М. Щедрін та інші.